# Jardín botánico de Río de Janeiro

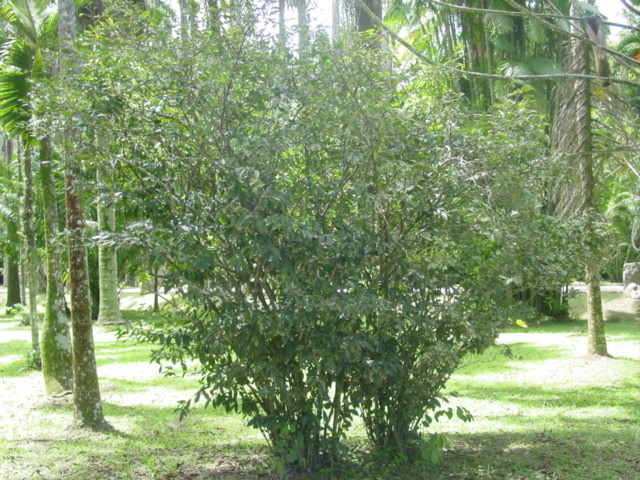
Camellia sinensis en el Jardín botánico de Río de Janeiro.

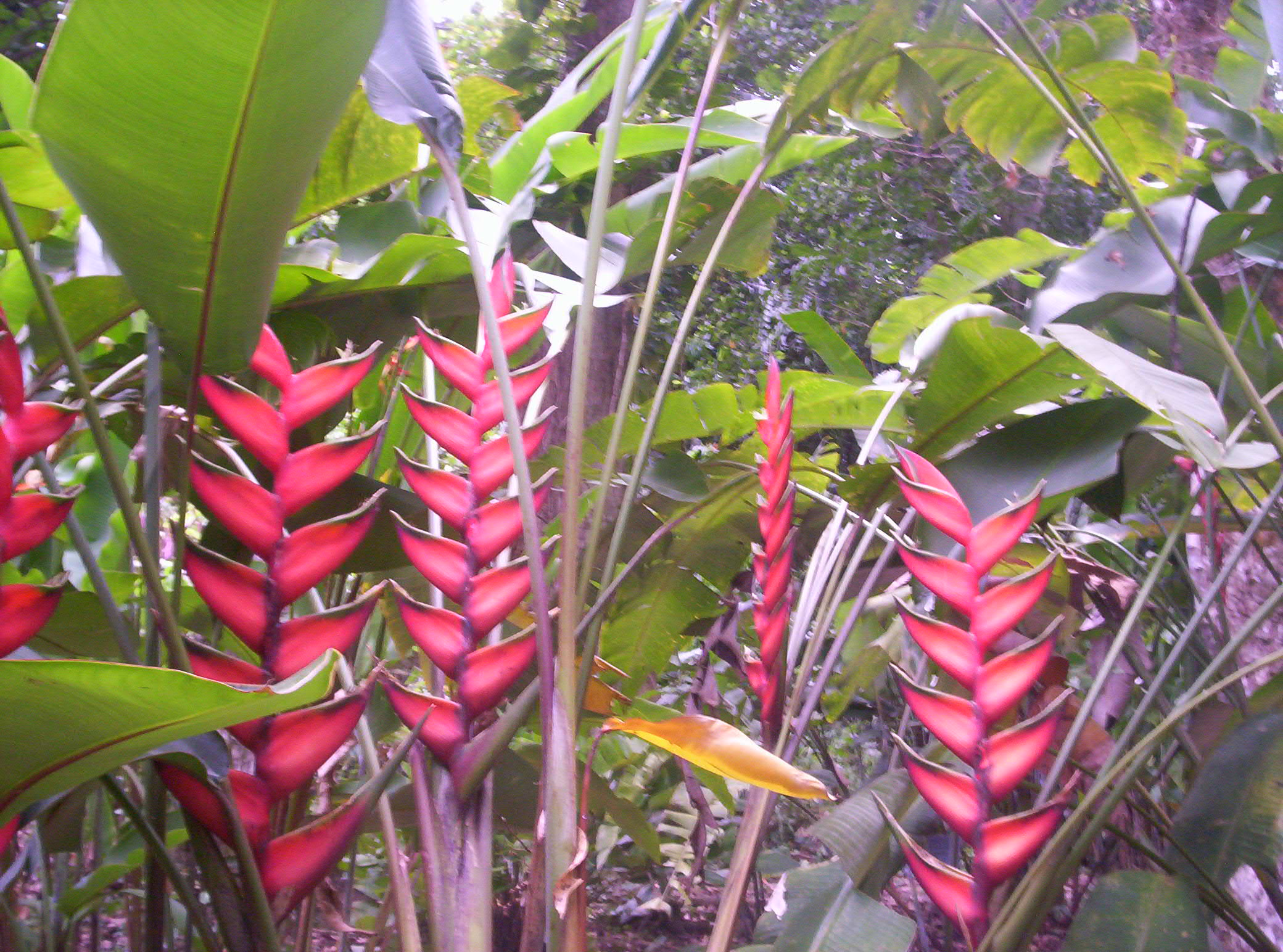
Heliconia sp., una de las plantas que se pueden encontrar en el jardín botánico.

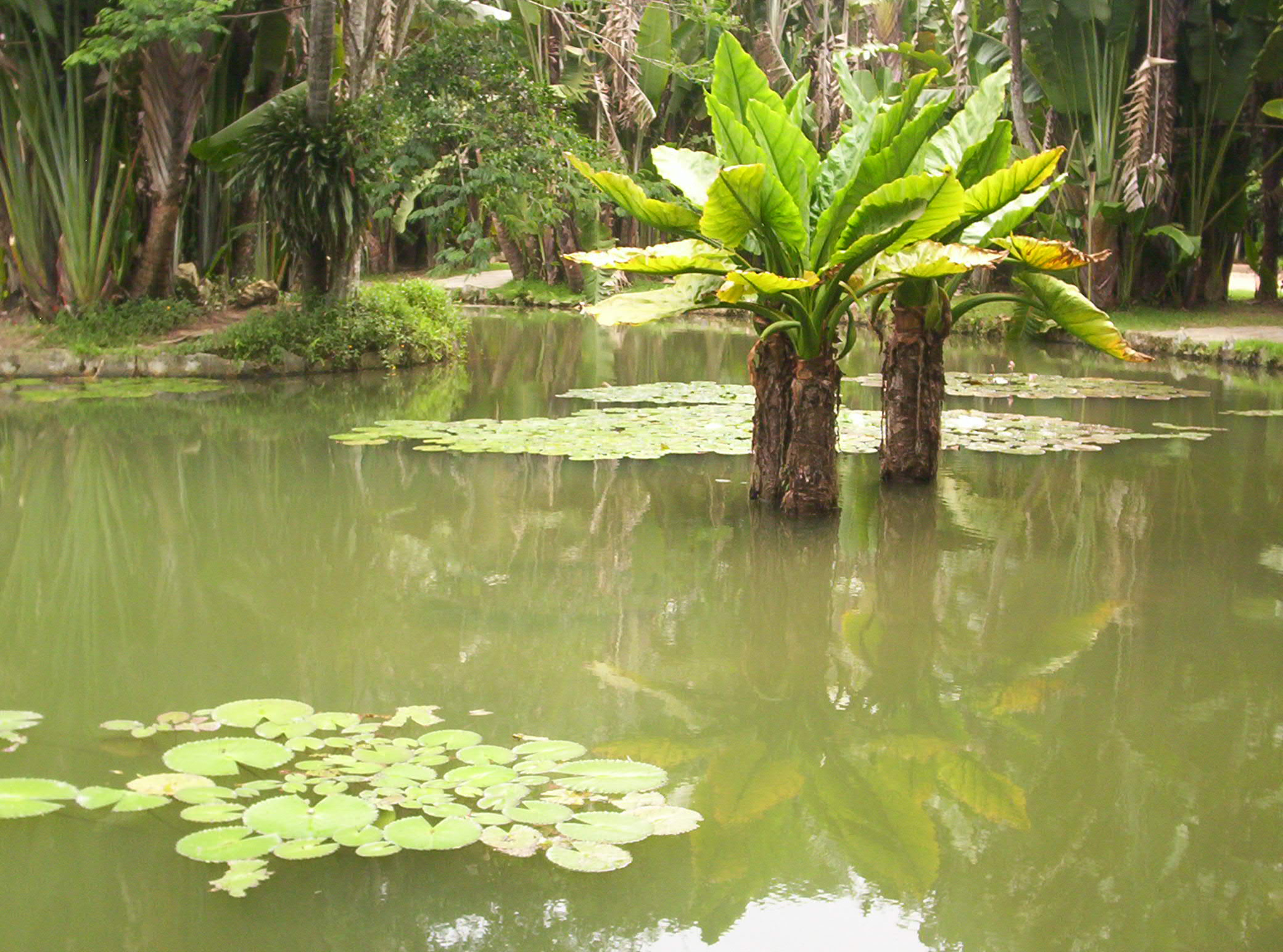
Una de las lasel área.

El Instituto de Pesquisas, Jardim Botânico do Rio de Janeiro (español: Jardín Botánico de Río de Janeiro), situado en los alrededores de Río de Janeiro, Brasil, fue inaugurado a principios del siglo antepasado por Juan VI, cuenta con 83 hectáreas de bosques y 54 hectáreas de zonas cultivadas. El jardín muestra más de 40 mil plantas, y unas 6725 especies diferentes. Es una de las mayores colecciones de plantas del mundo. Está ubicado en la Rua Pacheco Leão, 915.

## Historia
Su origen se remonta a la llegada de la Familia Real Portuguesa a Brasil, acompañada por la Corte (1808). Fijándose en Río de Janeiro, la sede del Imperio portugués, la mudanza trajo numerosas oportunidades de mejorías para la ciudad, como el Jardim de Aclimação, con la finalidad de aclimatar las plantas de especias oriundas de las Indias Orientales: nuez moscada, canela y pimienta.
El 11 de octubre de 1808, recibió el nombre de Real Horto, estando su dirección a cargo del marqués de Sabará, director de la fábrica de pólvora creada al lado, que también entendía de botánica, siendo después sustituido por el teniente general Carlos Napion. En 1810, el alemán "Kaucke" lo transformó en una estación experimental. 
Con la Proclamación de la Independencia de Brasil, el Real Horto fue abierto al público en 1822 como Real Jardim Botânico. Tomará entonces formas de jardín botánico, pues su director era un erudito fraile carmelita, frai Leandro do Sacramento, profesor de botánica conocido por sus estudios de la flora brasileña.
Con la Proclamação da República, pasó a ser denominado como Jardim Botânico (1890). Desde entonces, tuvo varios visitantes ilustres como Albert Einstein, la reina Isabel II del Reino Unido y otros, transformándose en lugar obligado de visita en la ciudad.
En 1991, la Unesco le otorgó la figura de Reserva de la Biosfera. Como reconocimiento a su importancia científica, fue rebautizado como Instituto de Pesquisas Jardim Botânico en 1998, quedando asignado al Ministério do Meio Ambiente. Finalmente, en 2002, quedó establecido como organismo autónomo.

## Colecciones
- "Aléia Barbosa Rodrigues", en homenaje al naturalista João Barbosa Rodrigues, director de la institución entre 1890 y 1909, una avenida de imponentes palmeras reales,
- "Aléia Custódio Serrão",
- "Aléia Pedro Gordilho",
- "Aqueduto da Levada",
- "Caminho da Mata Atlântica",
- "Chafariz Central",
- "Solar da Imperatriz",
- "Memorial Mestre Valentim",
- "Lago Frei Leandro",
- "Cômoro",
- Orquideario,
- Bromeliario,
- Insectívoras,
- Jardín sensorial,
- Región amazónica,
- Jardín japonés,

## Actividades y equipamientos
El jardín alberga monumentos de valor histórico, artístico y arqueológico, 
- Centro de investigación con biblioteca especializada en botánica, con más de 32 mil volúmenes, que la hace la más completa del país.
- Herbario Dimitri Sucre Benjamin, con unas 330 mil plantas deshidratadas
- Carpoteca con 5800 frutos secos
- Xiloteca con 8000 muestras de madera